# USS Ardent (MCM-12)
USS Ardent (MCM-12) – amerykański trałowiec typu Avenger.

## Historia
Stępkę pod USS Ardent położono 22 października 1990 w stoczni Peterson Shipbuilders w Sturgeon Bay w stanie Wisconsin. Wodowanie okrętu miało miejsce 16 listopada 1991, a oddanie do służby 18 lutego 1994. Po wcieleniu do służby "Ardent" udał się do swojego macierzystego portu Manama w Bahrajnie.

## Opis
Kadłub okrętu wykonany jest z drewna. Okręt napędzany jest 4 silnikami wysokoprężnymi z 2 śrubami, które pozwalają osiągnąć prędkość 14 węzłów. Uzbrojenie to 2 karabiny maszynowe kalibru .50 (12,7 mm). Statek może zabrać na pokład 81 członków załogi.